# Sitio de Manzikert (1054)
El Asedio de Manzikert en 1054 fue una defensa exitosa de Manzikert por el ejército Bizantino mandado por Basilio Apocapes ante los Turcos Selyúcidas encabezado por el sultán Tugrïl Beg.

## Asedio
Tugrïl sitió Manzikert durante treinta días, utilizando todo tipo de máquinas de asedio, pero la resistió. Un relato histórico cita el éxito de la defensa contra el uso por parte de los turcos de Tortugas Ligeras, un refugio móvil que protegía a hombres y armas de asedio del lanzamiento de proyectiles incendiarios. Se cuenta que Basilio tenía almacenadas largos listones afilados que eran lanzados a las tortugas, consiguiendo volcarlas. La ciudad consiguió resistir gracias a su triple muralla y su acceso a agua corriente.
Diecisiete años más tarde, los Turcos lograrían una gran victoria contra Romano Diógenes, derrotado por Alp Arslan, y conseguirían tomar la ciudad después de la derrota de 1071.